# Dinamismo de un ciclista
Dinamismo de un ciclista (Dinamismo di un ciclista) es una pintura de Umberto Boccioni realizada en el 1913. La obra pertenece a la Colección Mattioli y se conserva actualmente en Venecia en depósito a largo plazo cerca de la Peggy Guggenheim Collection en el Palacio Venier de los Leones.

## Descripción
Esta pintura pertenece a la secuencia de obras de Boccioni descansando en abstracciones de plástico-dinámico continuamente idea de la relación espacio-temporal abordar el movimiento de un cuerpo en el espacio.  Los colores agresivos y puros utilizados, así como el flujo de luz y la aparición del negro dentro de la composición, dan la sensación de una sucesión de momentos que mejoran la trama dinámica, además de dar la sensación de movimiento, como un verdadero ciclista moviéndose rápidamente.

## Trabajos relacionados
Este trabajo es parte de una serie de pinturas tituladas "dinamismo" que creó en 1913, incluyendo Dinamismo de un cuerpo humano, el Dinamismo de un jugador de fútbol, Dinamismo de un futbolista, y plástico Dinamismo: Caballo + Casas. En estas pinturas, Boccioni utilizan una paleta de colores más vivos que en sus obras anteriores y su aplicación de la pintura era más gruesa y más densa.
Los futuristas rusos exploraron muchos de los mismos temas que los italianos. El Ciclista de Natalia Goncharova  (1913) incluye algunas de las mismas técnicas para retratar movimiento utilizado por Boccioni y los otros futuristas, aunque el trabajo es mucho más directamente representacional  que Dinamismo de un ciclista y mucho menos ambicioso.

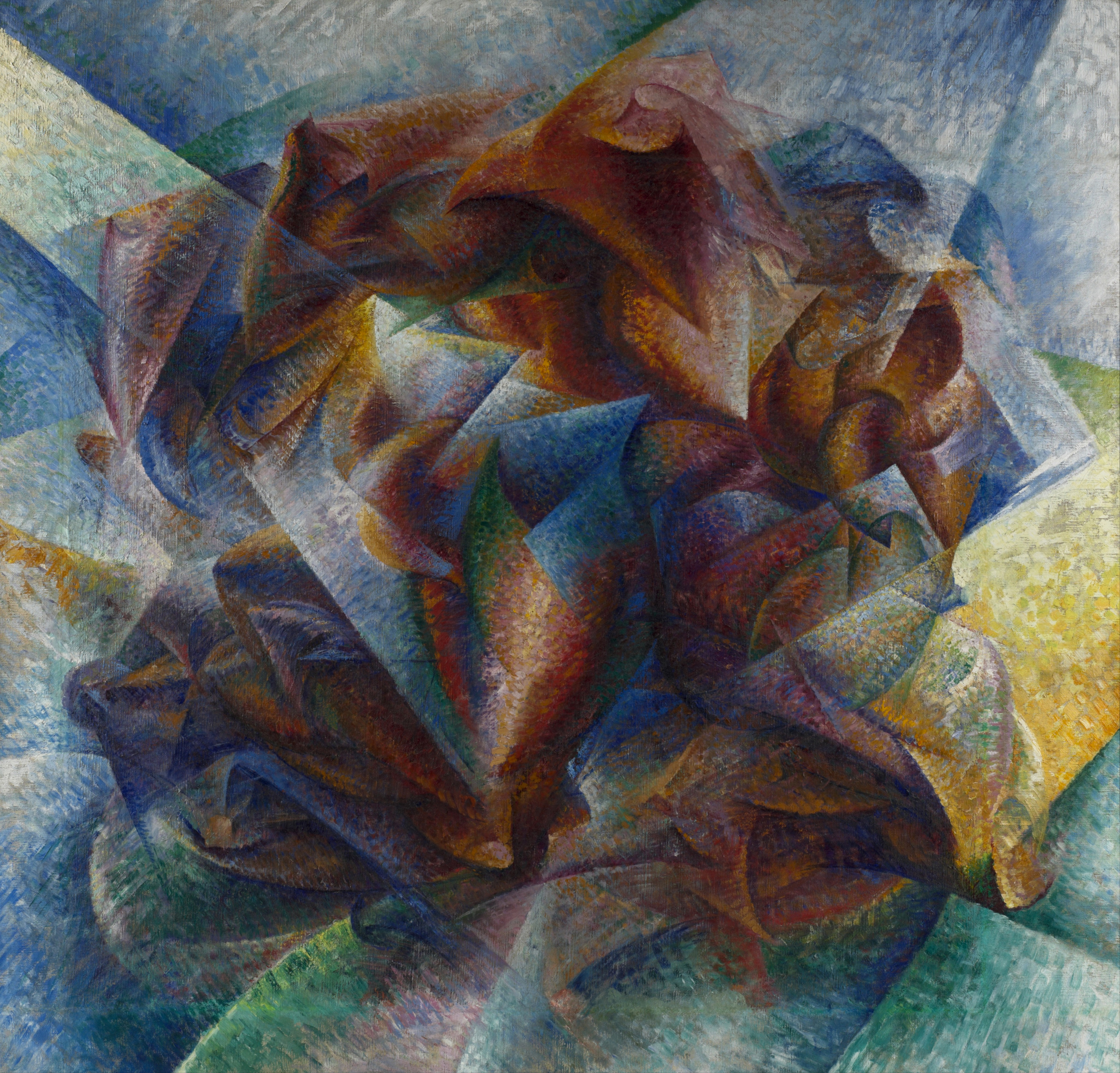
Umberto Boccioni, Dynamism of a Footballer, 1913, oil on canvas, Museum of Modern Art, New York
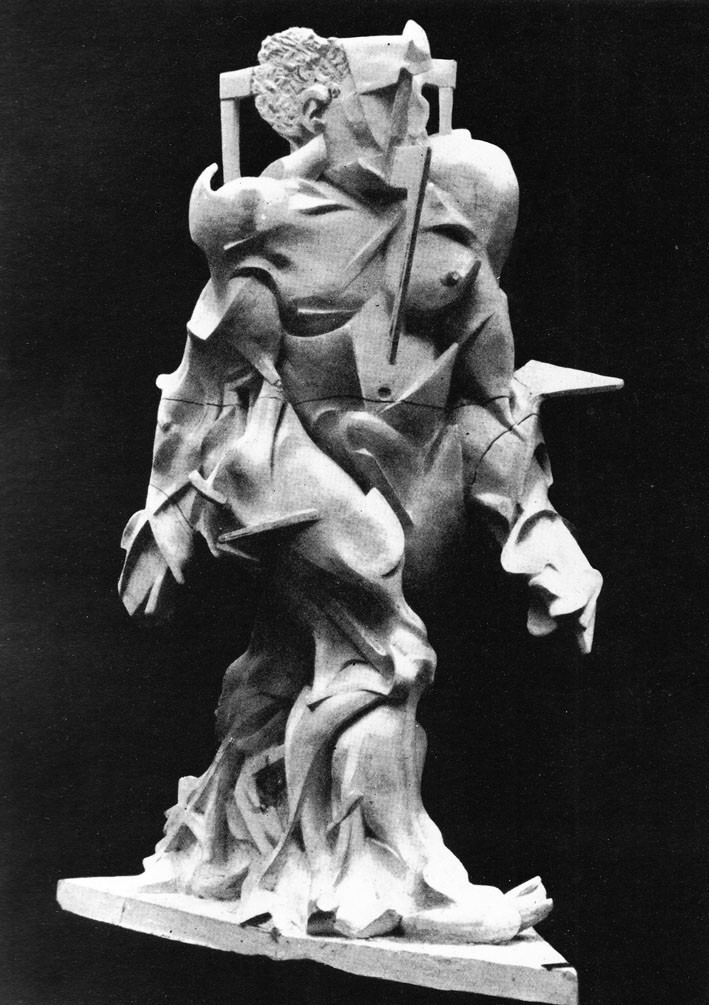
Umberto Boccioni, Synthesis of Human Dynamism, 1913. Destroyed
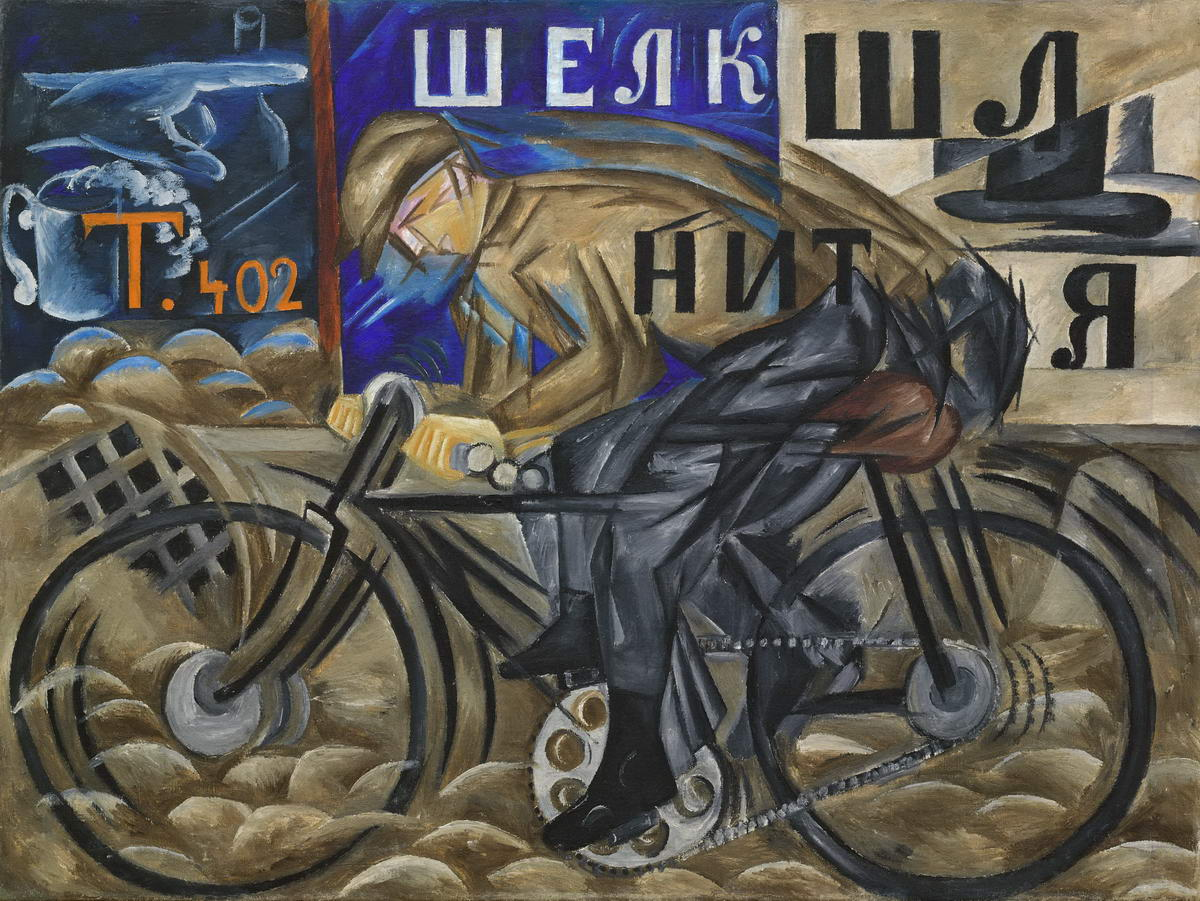
Natalia Goncharova, Cyclist, 1913, oil on canvas, 78 x 105 cm, State Russian Museum, St. Petersburg